# André Dongelmans
André Dongelmans (Utrecht, 29 juli 1987) is een Nederlands acteur. Daarnaast is hij buschauffeur bij EBS.

## Loopbaan
Dongelmans speelt zowel in het theater als in televisieseries. In 2013 studeerde hij af aan de Kleinkunstacademie in Amsterdam. In 2018 en 2019 was hij te zien in de rol van Kenneth in de comedyserie De Luizenmoeder.
In de zomer van 2024 was Dongelmans te zien in het RTL 4-programma Over de oceaan, waarin hij met vijf andere bekende Nederlanders met een zeilschip zelf de Atlantische Oceaan overstak.

## Filmografie

### Film
| Jaar | Film                             | Rol                  |
| ---- | -------------------------------- | -------------------- |
| 2025 | Straatcoaches vs Aliens          | Richard              |
| 2024 | Project Herbert                  | Freek                |
| 2024 | Scotoe                           | handhaver            |
| 2023 | Happy Single                     | Finn                 |
| 2022 | De Bellinga's: Huis op stelten   | Yani                 |
| 2021 | Luizenmoeder                     | Kenneth              |
| 2020 | De kuthoer                       | Politierechercheur   |
| 2019 | Kill Mode                        | Cassidy              |
| 2019 | Een nieuw begin (korte film)     |                      |
| 2018 | New Generation (korte film)      | Driver               |
| 2018 | Gek van Oranje                   |                      |
| 2018 | Het hart van Hadiah Tromp        | John Biekman         |
| 2017 | Oh Baby                          | Man op begraafplaats |
| 2017 | Bella Donna's                    | gastheer Gerard      |
| 2017 | Molly                            | Fifth Wheel          |
| 2017 | Jungle                           | Nachtclubeigenaar    |
| 2016 | Route du Soleil (korte film)     | Bright               |
| 2016 | Hide Her (korte film)            | Peter                |
| 2016 | Of ik gek ben                    | Lex                  |
| 2016 | Debiel (korte film)              | Hyenavrouw           |
| 2015 | The Paradise Suite               | Nkono                |
| 2014 | The Power of the Heart           | Prison Warden        |
| 2013 | In het niets                     | James                |
| 2013 | Het Diner                        | Beau                 |
| 2013 | Lieve Céline                     | Farid                |
| 2013 | De Verdwaalde Jager (korte film) | Diallo               |
| 2013 | Orbit (korte film)               |                      |
| 2008 | Goulash                          | Agent Winkler        |
| 2008 | Twilight Forest (korte film)     | Second Jacked        |
| 2008 | Wielklem (korte film)            | Friend               |
| 2007 | Amsterdam                        |                      |
| 2007 | Vox Populi                       | Afrikaan             |
| 2007 | Ver van Familie                  |                      |
| 2007 | Alibi                            |                      |
| 2007 | Zomerhitte                       |                      |

### Televisie
| Jaar      | Serie                                | Rol                        |
| --------- | ------------------------------------ | -------------------------- |
| 2025      | De Freek Tapes                       | Supermarktmanager          |
| 2024      | Onderaan de streep                   | Zichzelf                   |
| 2024      | Over de oceaan                       | Zichzelf                   |
| 2023-2024 | Rundfunk: Duco en Roy                | Dokter Daniël              |
| 2023      | De Verraders                         | Verrader                   |
| 2022      | Dirty Lines                          | Johny                      |
| 2022      | De gevaarlijkste wegen van de wereld | Zichzelf                   |
| 2021      | Deep Shit                            | Martijn                    |
| 2019      | Vakkenvullers                        | Zwerver                    |
| 2019      | SpangaS                              | Thuiszorghulp Bram         |
| 2018-2019 | De Luizenmoeder                      | Kenneth                    |
| 2018      | Echt niet OK                         | Baas en collega op kantoor |
| 2018      | Klikbeet                             | Agent                      |
| 2018      | Soof: Een nieuw begin                | Autohandelaar              |
| 2018      | Suspects                             | David Zwart                |
| 2016      | Toren C                              | James Botha                |
| 2016      | Toon                                 | DJ Helmer                  |
| 2016      | Jeuk                                 |                            |
| 2015-2017 | Op weg naar pakjesavond              | Planpiet                   |
| 2015      | Het Klokhuis                         | Rollen in sketches         |
| 2014      | Flikken Maastricht                   | Leroy Thomson              |
| 2013      | Ik ook van jou                       | Roy                        |
| 2013      | Doris                                |                            |
| 2013      | Villa Achterwerk: Mooiboys           | Gangster                   |
| 2008-2010 | Voetbalvrouwen                       | Kofi Akua                  |
| 2008      | Koekeloere                           | Muziekwinkeleigenaar       |
| 2008      | Goede tijden, slechte tijden         |                            |
| 2007-2008 | De co-assistent                      | Co-assistent               |
| 2007      | Fataal                               |                            |
| 2007      | Onderweg naar Morgen                 |                            |
| 2007      | Spoorloos verdwenen                  |                            |
| 2007      | Vuurzee                              |                            |
| 2007      | Keyzer & De Boer Advocaten           |                            |

### Overige tv-optredens
| Serie               | Rol                | Jaar |
| ------------------- | ------------------ | ---- |
| The Passion         | Discipel           | 2013 |
| De Beste Commercial | Helpdeskmedewerker | 2008 |

## Theater
| Jaar      | Productie                              | Rol                                                                                 | Producent                                                                            |
| --------- | -------------------------------------- | ----------------------------------------------------------------------------------- | ------------------------------------------------------------------------------------ |
| 2022/2023 | Erik of het klein insectenboek         |                                                                                     |                                                                                      |
| 2019-2020 | Ghost Stories                          | Filip Kuiper                                                                        | De Theater BV                                                                        |
| 2019      | People Places & Things                 | Foster                                                                              | Toneelgroep Oostpool                                                                 |
| 2018      | De Meeuw                               | Dorn                                                                                | Amsterdamse Bostheater en Noord Nederlands Toneel                                    |
| 2018      | Platonov                               | Chuck                                                                               | Theater Utrecht                                                                      |
| 2017-2018 | The Play That Goes Wrong               | Butler Perkins                                                                      | Bos Theaterproducties                                                                |
| 2017      | Der Entführung aus dem Serail          | Johan Simons                                                                        | De Nationale Opera                                                                   |
| 2016-2017 | Legendary Children                     |                                                                                     | Stichting art.1                                                                      |
| 2016      | Westkaai                               |                                                                                     | Theater Utrecht                                                                      |
| 2016      | Code Groen                             |                                                                                     | SKVR / Maas theater en dans / Hofplein Rotterdam                                     |
| 2015-2016 | A Raisin in the Sun                    | Joseph Asagai / George                                                              | Well Made Productions                                                                |
| 2015      | Mijn Moeder Medea                      | Polyxenos                                                                           | De Toneelmakerij                                                                     |
| 2014-2015 | Restaurant Amore                       | Daniel                                                                              | Golden Palace                                                                        |
| 2014      | De Vijand van het Volk                 | Thomas Stockmann                                                                    | Theaterschool + ITS Festival                                                         |
| 2014      | Koud Vuur                              | Laila en Demian                                                                     | De Toneelmakerij                                                                     |
| 2013      | Verkocht                               | Slaaf Baksteen                                                                      | De Toneelmakerij                                                                     |
| 2013      | Schijn Bedriegt (eigen voorstelling)   | Karl                                                                                | Theaterschool + ITS Festival                                                         |
| 2013      | De Bosjes (Lilleskogen)                | Monseman                                                                            | Theaterschool + ITS Festival                                                         |
| 2012-2013 | Rundfunk                               |                                                                                     | Rundfunk (Lindengracht Festival + De Parade, ITS hits on tour + Careretten (finale)) |
| 2012      | Lokale Bevolking                       | Klaas                                                                               | Theaterschool                                                                        |
| 2012      | Mehmet de Veroveraar                   | Prins Alladin, Prinses Hadice Hatun, Oppersterrenwichelaar, Kanon bouwer en Bewoner | Toneelmakerij                                                                        |
| 2012      | Wish You Were Here / Incident in Vichy | Jongen                                                                              | Toneel Groep Amsterdam                                                               |
| 2012      | Daklozen on Ice                        |                                                                                     | RO Theater                                                                           |
| 2010      | Human Cargo: De Trompetist             |                                                                                     | Toneelmakerij                                                                        |
| 2008      | De Dame uit Dubuque                    |                                                                                     | Crea Theater                                                                         |

## Stemmen
Dongelmans spreekt ook stemmen in. Zo is hij te horen in Bob de Bouwer, Extreme Football, Cousins for Life, Pickle & Peanut, Voltron, Looped - Costum Quest en Supa Strikas - The Star.

### Films
- The Angry Birds Movie 2 (2019) - Garry
- Dolittle (2020) - James
- Minions: The Rise of Gru (2022) - overige stemmen
- De Gelaarsde Kat 2: De Laatste Wens (2022) - Baby Beer

Willem Nijholt (1980, 1981) · Leoni Jansen (1982) · Willem Ruis (1983, 1984) · Edwin Rutten (1985, 1986) · Ati Dijckmeester (1985, 1986) · Ron Brandsteder (1987) · Simone Kleinsma (1987) · Sonja Barend (1988) · Herman van Veen (1990) · Youp van 't Hek (1991) · Sylvia Millecam (1992) · Erik van Muiswinkel (1992) · Henk Westbroek (1992) · Coen Flink (1993) · Frank Groothof (1994) · Willem Ekkel (1994) · Peter Tuinman (1994) · Harry van Rijthoven (1994) · Carola Hamer (1994) · Paul de Leeuw (1995, 1996) · Menno Bentveld (1997) · Joep Onderdelinden (1998, 2020) · Marcel Faber (1998) · Aldith Hunkar (1999) · Marscha de Haan (2000) · Neel Brands (2000) · Maud Hawinkels (2001) · Klaas van der Eerden (2002, 2003, 2004) · Claudia de Breij (2004, 2005, 2009, 2012) · Jochem Myjer (2006) · Isolde Hallensleben (2007) · Jack van Gelder (2008) · Ali B (2008) · Frank Evenblij (2009) · Sara Kroos (2011) · Lex Uiting (2013, 2014, 2015, 2016, 2017) · Dolores Leeuwin (2013) · Dieuwertje Blok (2014) · Milouska Meulens (2015) · Anne Appelo (2018, 2019, 2020) · Pepijn Gunneweg (2018, 2019) · Plien van Bennekom (2020) · Kiefer Zwart (2020) · Ridder van Kooten (2020, 2021) · Esmée van Kampen (2021) · André Dongelmans (2021) · Jurre Geluk (2023)